# I, Robot
I, Robot er en amerikansk science fiction film med Will Smith i hovedrollen. Den handler om kunstig intelligens, herunder de tre love (der oprindeligt blev formuleret af science fiction-forfatteren Isaac Asimov og blandt andet beskrevet i en novelle af samme titel som filmen). De tre love skal sikre, at robotterne i et fremtidssamfund aldrig gør et menneske fortræd. Lovene er som følger:
1. En robot må aldrig gøre et menneske fortræd
2. En robot skal adlyde ordre, medmindre dette er i konflikt med den første lov
3. En robot må forsvare sig selv, medmindre dette er i konflikt med den første eller anden lov

Filmen har drejningspunkt omkring disse love.

## Handling
Filmen udspiller sig i Chicago, USA i 2035. Hovedpersonen Del Spooner (Will Smith), er en politibetjent. Han er lige kommet tilbage fra et ulykke, hvor han var kørt ned i en flod med en lille pige. Han blev reddet af en robot, mens pigen døde, og han stoler derfor ikke på robotter længere.
Han får en opgave som går ud på, at han skal finde ud af hvad der var sket for en mand, som var røget ud af et vindue. Den døde mand er tilfældigvis en førende videnskabsmand indenfor robotbranchen. Den første indlysende ide er at manden selv er hoppet ud af vinduet, men senere viser det sig at det er en robot, som er skyld i det. Dette betyder så at robotterne kan snyde sig uden om de tre love som skal beskytte mennesket. Til sidst i filmen kommer det frem at det er en supercomputer ved navn V.I.K.I. som er skyld i det. Robotterne prøver at overtage alt, men først ved at skaffe sig af med de gamle robotter. De angriber Spooner fordi hans arm er en robotarm, der er blevet lavet på samme tid som de gamle roboter.

## Medvirkende
- Will Smith – Dt. Del Spooner
- Bridget Moynahan – Dr. Susan Calvin
- Alan Tudyk – Sonny
- James Cromwell – Dr. Alfred Lanning
- Bruce Greenwood – Lawrence Robertson
- Adrian Ricard – Granny (as Adrian L. Ricard)
- Chi McBride – Lt. John Bergin
- Jerry Wasserman – Baldez
- Fiona Hogan – V.I.K.I.
- David Haysom – NS4 Robots
- Scott Heindl – NS5 Robots

## Eksterne Henvisninger
- I på Internet Movie Database (engelsk)
- I på Filmdatabasen
- I på Scope
- I i Svensk Filmdatabas (svensk)
- I på AlloCiné (fransk)
- I på MovieMeter (nederlandsk)
- I på AllMovie (engelsk)
- I hos American Film Institute (engelsk)
- I hos Behind The Voice Actors (engelsk)
- I på Turner Classic Movies (engelsk)

- Wikimedia Commons har flere filer relateret til I, Robot